# Robert Michelson
Robert C. Michelson (Washington D. C., 1951) es un ingeniero y académico estadounidense ampliamente conocido por inventar el entomóptero, un robot aéreo de alas aleteadoras de inspiración biológica, y por haber establecido el Concurso Internacional de Robótica Aérea . Ha recibido títulos en ingeniería eléctrica del Virginia Tech y el Instituto de Tecnología de Georgia. La carrera profesional de Michelson comenzó en el Laboratorio de Investigación Naval de Estados Unidos, donde trabajó en sistemas de vigilancia oceánica basados en radares. Más tarde se convirtió en miembro de la facultad de investigación del Instituto de Tecnología de Georgia. En el Georgia Tech Research Institute (GTRI) participó en la investigación a tiempo completo, dirigiendo más de 30 importantes programas de investigación. 
Michelson es autor de tres patentes estadounidenses y más de 100 artículos de revistas, capítulos de libros e informes. Michelson también desarrolló clases de aviónica y enseñó en la Escuela de Ingeniería Aeroespacial del Instituto de Tecnología de Georgia hasta su retiro del Sistema Universitario de Georgia en 2004. Michelson recibió el Premio Pionero AUVSI 1998 y el Premio Pirelli 2001 por la difusión. de la cultura científica, así como el primer Premio Top Pirelli. 
Durante la década de 1990, creó una corporación exenta de impuestos para aplicar soluciones de alta tecnología a la arqueología moderna y ha organizado una serie de expediciones arqueológicas al este de Anatolia . Ahora dirige la empresa de consultoría de ingeniería Millennial Vision, LLC. Desde mediados de la década de 1990, el trabajo de Michelson se ha concentrado en el diseño de micro vehículos aéreos de inspiración biológica . Michelson está certificado en varios campos, incluidos radioaficionados, buceo, diseño / mecánica de aeronaves experimentales y contratación general para la construcción de viviendas.

## Biografía

### Familia y primeros años

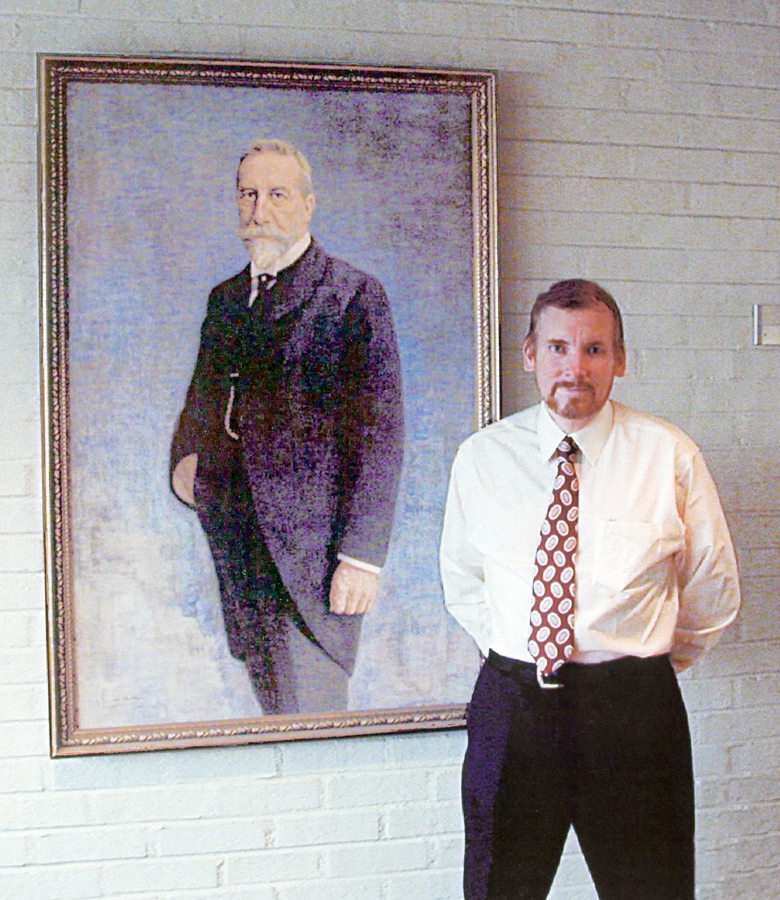
Robert Michelson junto a un retrato del pariente Christian Michelsen, en el Chr. Instituto Michelsen en Bergen Noruega.

Michelson nació en 1951 en Washington, D.C., es hijo único de Carroll y Evelyn Michelson, y está emparentado con Christian Michelsen, el primer primer ministro de Noruega. Michelson asistió a Burgundy Farm Country Day School durante sexto a través de octavo grado donde desarrolló un aprecio por la botánica y ornitología. Mientras estaba en Fort Hunt High School fue presidente del Fort Hunt Amateur Rocket Club, que construyó cohetes de combustible sólido que se lanzaron en el campo de tiro de artillería Camp Pickett en Blackstone, Virginia.

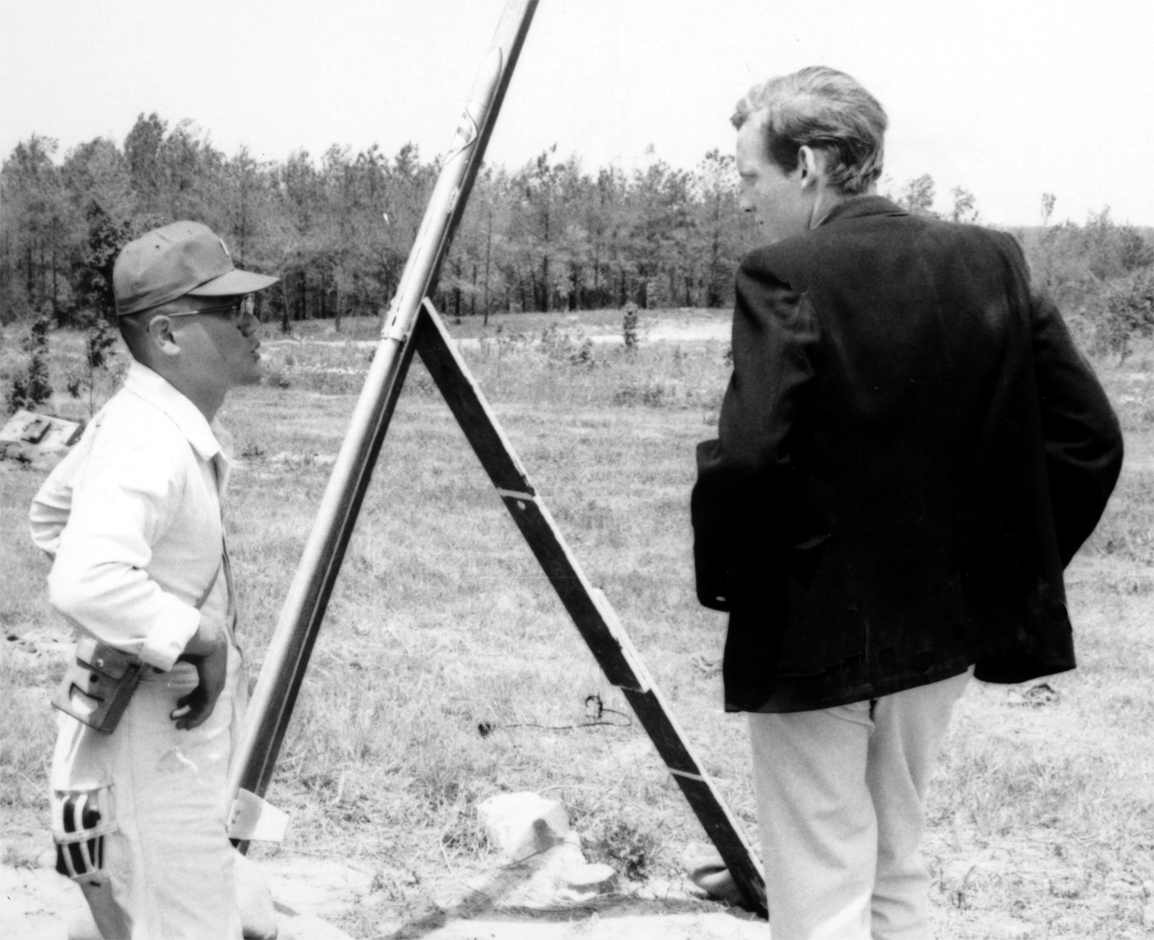
Michelson cuando era joven (derecha) discutiendo el inminente lanzamiento de su Ft. Sill "cohete Alpha" con un técnico del ejército de los EE. UU. de Camp Pickett.

### Educación
Michelson gastó sexto a través de octavo grado en el Burgundy Farm Country Day School y más tarde graduado de Fort Hunt High School en 1969. Gradúe de Virginia Polytechnic Instituto y Universidad Estatal en 1973 y el Instituto de Georgia de Tecnología en 1974 con grados en Ingeniería Eléctrica.

### Carrera
De 1971 a 1973, Michelson fue un ingeniero de investigación que trabajó en sistemas de radar aeroespacial en el Laboratorio de Investigación Naval de Estados Unidos. en Washington D.C. Pasó los siguientes 30 años en diversas capacidades de ingeniería y gestión dentro del Instituto de Investigación de Georgia Tech en Atlanta, Georgia. Durante el @1970s y @1980s Michelson radar desarrollado principalmente procesamiento de señal y hardware de control, pero era también interesado en la automatización de remoto notando los sistemas que varían del siguiendo de endangered especie a la creación del soldado realista que entrena escenarios y simulacro y probando de ventajas de radar militares extranjeras. En el tardío @1980s devenga Cabeza de la división de Desarrollo de la Tecnología del Instituto de Investigación de Georgia Tech y sus intereses giraron a unmanned sistemas de vehículo aéreo como fusión de autonomía, tecnología de información, y aeronautics. En particular, "robótica aérea" (un plazo acuñe en 1990 para representar la infusión de cognición a unmanned vehículos aéreos) dominó su investigación para el próximo dos décadas.  Desde el mid-@1990s, Michelson el trabajo ha concentrado encima biológicamente inspirado micro diseño de vehículo del aire.  Michelson se retiró del Instituto de Investigación de Georgia Tech en Septiembre 2004 y actualmente aguanta el título de Ingeniero de Investigación Principal Emeritus con el Instituto. En 2004 cree Millennial Visión, LLC para continuar investigación a biológicamente robots aéreos inspirados y remotos notando. Es el Presidente de SEPDAC (Empresa Científica en Investigación y Descubrimiento de Culturas Antiguas), un nonprofit organización educativa y científica. Sea un miembro del consejo de administración para The Preserve at Sharp Mountain para un periodo de cinco años (2008-2012).

## Actividades profesionales
Michelson ha sido el representante de EE.UU. y árbitro de jefe del diputado a la Empresa de Industria de la Aviación de China UAV Gran Premio durante su año inaugural (2011), y otra vez en 2013 y 2015. Fue el editor de la sección de "MAV y UAV de Inspiración Biológica" en el Manual de Vehículos Aéreos No Tripulados de Springer (publicado en 2014). Michelson era el DE LA OTAN/RTA (Agencia de Investigación y Tecnología) conferenciante en la Academia de Fuerza de Aire Turca (Hava Arpa Okulu) en Estambul en 2006, y conferenciante invitado en Micro tecnología de Vehículo del Aire en ambos el von Karman Instituto para Dinámica Fluida (1999 & 2003) y la Academia Militar Real (2001) en Bruselas. Fue el primer "Orador de Tecnología MITRE" (1998) y ha sido una tecnología de visitar profesor en seis naciones: Australia (2002), Bélgica (1999, 2003), Noruega (2001), Suecia (2001), Turquía (2001, 2006), y México (2010). Michelson era un asesor al Ejército de EE.UU. y el Ministerio indio de Defensa en 2008, responsable para definir y organizando los 1.os EE.UU.-asiáticos Micro Demostración de Vehículo del Aire en Agra India. Actúe deberes similares para el Ejército de EE.UU. en definir los 1.os EE.UU.-europeos Micro Demostración de Competición de Vehículo/de Aire en Garmisch Alemania en 2005.  Cree el curso corto, siglo XXI Robótica Aérea, y la conferencia de procesamiento de señal digital/demostraciones  en “Principals de Radar Moderno” en el Instituto de Georgia de Tecnología.  Es también creador y organizador de la International Aerial Robotics Competition anual. Antes de unir el personal del Instituto de Investigación de Georgia Tech participe en diseño y endo-testaje de vuelo atmosférico de ordenador-controlado espacial-vigilancia de océano de radar basada sistemas mientras empleados por el Laboratorio de Investigación Naval en Washington, D.C.
Michelson está listado en varias ediciones de Quiénes es Quiénes en Ingeniería, Quién es Quién en América, y la 23.ª edición de Quién es Quién en el Mundo. Es el autor de encima 100 informes, artículos de revistas científicas, y capítulos de libro.

### Director de proyecto
Mientras en los EE.UU. Laboratorio de Investigación Naval, Michelson trabajó encima radar-sistemas de vigilancia de océano basados y voló misiones de prueba del hardware en un Lockheed Estrella de Aviso PO-1W Super Constelación. En 1974 Michelson empezó trabajo en el Instituto de Investigación de Georgia Tech donde consiga su primer contrato cuándo una entrada-ingeniero de nivel (Ingeniero de Investigación I). Este primer proyecto implicó métodos a electrónicamente seguir el endangered especie Trichechus manatus (Del oeste indio manatee) en las aguas alrededor del Kennedy Centro Espacial.
Michelson dirigió encima 30 investigación importante proyectos durante su carrera en el Instituto. En 1979 Michelson dirigió el esfuerzo de Simulacro de Fuego Indirecto del Ejército conducido para Desarrollo de Combate y Orden de Experimentación (CDEC). Michelson dirigió un Agencia de Proyectos de Investigación Avanzados de Defensa (DARPA) para mostrar la viabilidad de un sensor radioacústico sin línea de visión para doblar las señales de radar utilizando el principio de Bragg para detectar objetivos enmascarados con obstáculos (esencialmente haciendo  los radares miren alrededor de las esquinas). También dirija un programa para evaluar radar de penetración de la tierra para detección de enterrado filtraciones gasistas naturales en sistemas de utilidad urbana.  Durante 1981, Michelson dirigió un programa para el automatizado noninvasive testaje de activos de amenaza extranjeros capturados. Este sistema desarrollado por el equipo de diseño de Michelson permaneció en uso por una potencia extranjera durante casi una década. Otros dispositivos de prueba del radar eran también desarrollados por Michelson para EE.UU. evaluación y prueba militares propósitos dentro de los Estados Unidos, incluyendo un programa para desarrollar un Ka-banda Fuente de Contramedida de Electrónica Lineal (KABLES) para uso en probar milímetro de Ejército de los EE.UU. activos ondulatorias.

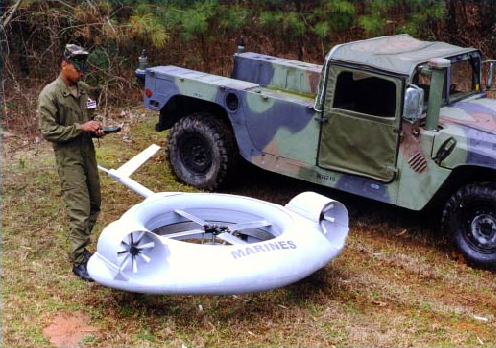
Compuesto "ducted fan" desarrollado por Michelson UAV equipo en GTRI empezó como vigilancia de tráfico drone programa.

Michelson dirigió varios esfuerzos pertenecientes a transporte futuro. Su equipo inventó técnicas de estimación del estado de carga de la batería, desarrolló herramientas de simulación de sistemas de vehículos eléctricos y experimentó con superficies sopladas activamente en vehículos de pasajeros. Durante el mid-1990s, Michelson la investigación empezó para centrar casi enteramente en unmanned sistemas de vehículo, especialmente aquellos con el poder de vuelo. Dirigió los esfuerzos con las agencias gubernamentales de los EE. UU. Y la industria privada relacionados con los sistemas de vehículos aéreos no tripulados (UAS). Uno de su primer UAS programas de desarrollo era para una vigilancia de tráfico drone sistema  utilizando un compuesto "ducted fan" diseño, hecho para volar encima las carreteras de Atlanta para llenar vacíos de vigilancia en la torre del Estado-sistema de cámara de tráfico montado. También pueda ser enviado a ubicaciones de accidente del tráfico para reunir y relé información vital por adelantado de primer-responder llegada. Financiando los déficits resultaron en la anulación del proyecto antes de su vuelo virginal, pero el diseño era más tarde marketed para uso militar. Michelson el foco giró a sistemas de vehículo más pequeño que podría volar indoors autonomously sin la ayuda de sistema de posicionamiento global (GPS) señales de referencia. Bajo varios contratos a DARPA y la Fuerza de Aire, y utilizando desarrollo y investigación internos fondos del Instituto de Investigación de Georgia Tech, su equipo de diseño diseñó un micro vehículo de aire (MAV) sabido como el entomopter. El Instituto de NASA para Adelantó los conceptos reconocieron las calidades de vuelo únicas del entomopter y otorgados Michelson dos contratos para explorar la viabilidad del entomopter para vuelo lento en Marte' atmósfera más baja.  En 2004 Michelson retirado del Instituto de Investigación de Georgia Tech y empezado Millennial Visión, LLC cuál continuó perseguir UAS y MAV investigación. Pronto después de establecer Millennial Visión, LLC, Michelson devino comprometido en un programa para desarrollar un unmanned stratospheric dirigible para persistente reconnaissance. Mantuvo interés en los MAV y las competiciones ayudando a definir y organizar varios eventos internacionales, como el primer evento "US-European MAV" en Garmisch, Alemania (MAV-05) y la posterior primera "US-Asian Demonstration and Assessment of Micro Aerial Vehicle and Unmanned Ground Vehicle Technology" (MAV-08) celebrada en Agra India, como adjunto al RDECOM-Pacífico del Ejército de los EE. UU. Y al Ministerio de Defensa de la India.

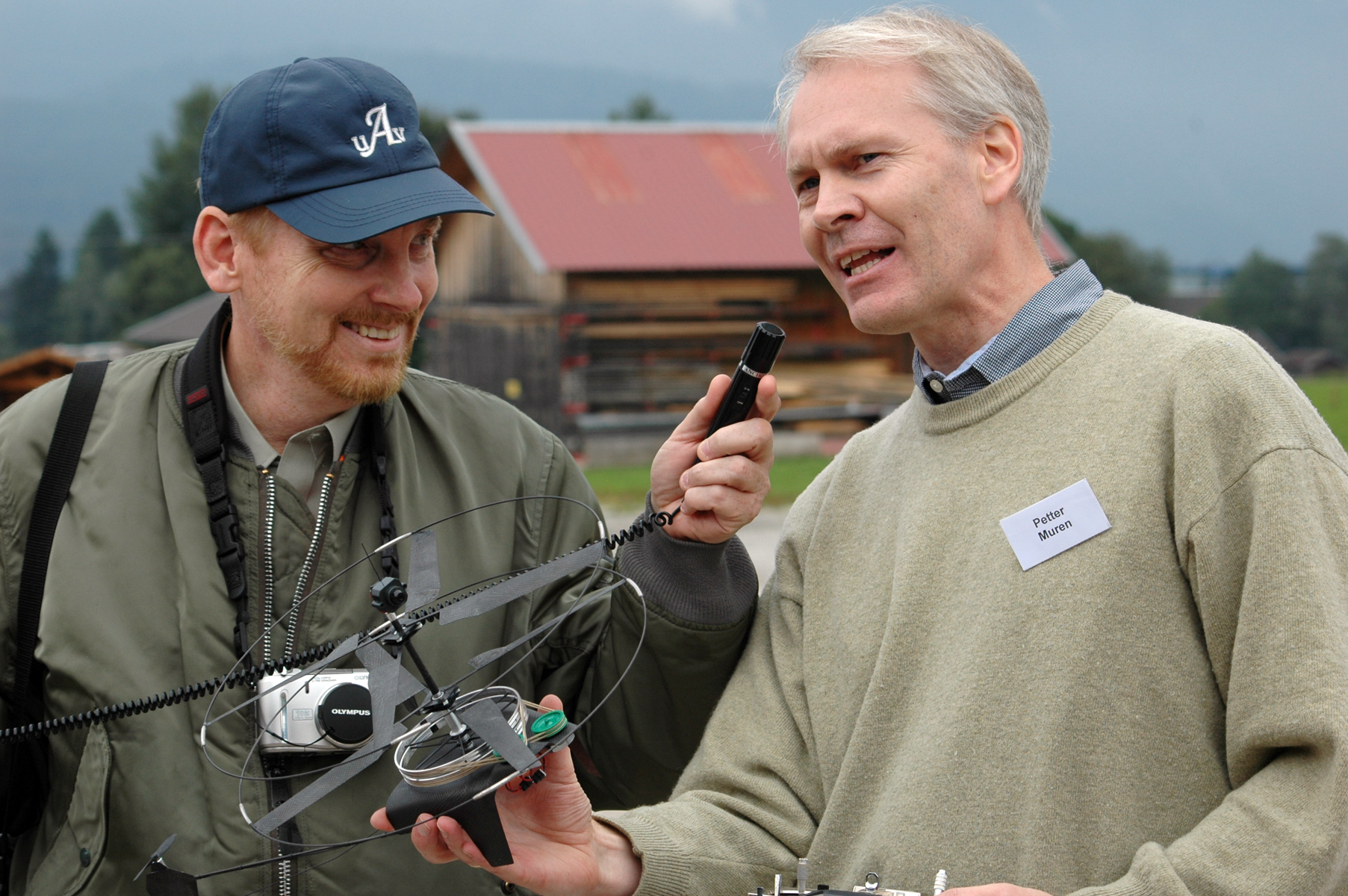
Prof. Michelson entrevista con Petter Muren (aguantando MAV) en MAV-05 en Garmisch Alemania.

### Asocia profesor de Ingeniería Aeroespacial
Durante la década de 1990, Michelson se convirtió en profesor asociado adjunto en la Escuela de Ingeniería Aeroespacial de Georgia Tech, donde impartió clases de posgrado en aviónica, con énfasis en vehículos aéreos no tripulados y micro vehículos aéreos.
Paralelamente a sus deberes docentes en la Escuela de Ingeniería Aeroespacial de Georgia Tech, Michelson creó un curso impartido en equipo a través del Departamento de Educación Continua de Georgia Tech titulado "21st Century Aerial Robotics". Laurence "Nuke" Newcome y Michelson impartieron este curso en el campus del Instituto de Tecnología de Georgia durante varios años antes de participar en ofertas individuales en los Estados Unidos, así como en Suecia, Noruega y Turquía con subvenciones de la OTAN.

## Honores y premios
Michelson es un Asociar Socio del Instituto americano de Aeronautics y Astronautics (AIAA), Miembro Sénior del Instituto de Eléctrico e Ingenieros de Electrónica (IEEE), y un Miembro Lleno de la Sociedad de Investigación Científica de América del Norte, Sigma Xi. Durante la década de 1990 se desempeñó como presidente y miembro de la Junta Directiva organización de la Association for Unmanned Vehicle Systems International (AUVSI).  En 1998 Michelson recibido el AUVSI el Pionero Otorga cuál es el nivel más alto de reconocimiento dentro del unmanned industria de sistemas para contribuciones técnicas. Michelson es el recipient del 2001 Pirelli Premio para la difusión de cultura científica, dado por un jurado internacional para el "proyecto multimedia mejor que proviene cualquier institución educativa en el mundo".  Por sus esfuerzos relacionados con el entomóptero, también recibió el primer premio Top Pirelli de 25.000 €. En 2016, la International Aerial Robotics Competition y su creador, Michelson, era oficialmente reconocido durante la Georgia sesión legislativa en la forma de "Resolución de Senado 1255” cuál reconoció su esfuerzo en el desarrollo del más largo corriendo competición de robótica aérea en el mundial y para haber sido responsable para emotivo adelante el estado del arte en robótica aérea en varias ocasiones durante el siglo de trimestre pasado.

## Avocations
Michelson se ha dedicado al diseño de acuarios marinos y la propagación de corales desde 1997 cuando diseñó y construyó un bioma de arrecifes marinos totalmente automatizado, en el que propagó varias especies de coral que él mismo recogió. Ha sido buceador NAUI certificado desde 1969, y ha sido buceador recreativo en el Mar Caribe y el Océano Pacífico, donde se buceó en varios naufragios y desarrolló métodos para recolectar y transportar con éxito invertebrados marinos para su propagación. Michelson también ha construido y pilotado su propio helicóptero experimental (girocóptero de un solo asiento) del que Michelson es mecánico y piloto certificado por la FAA. 

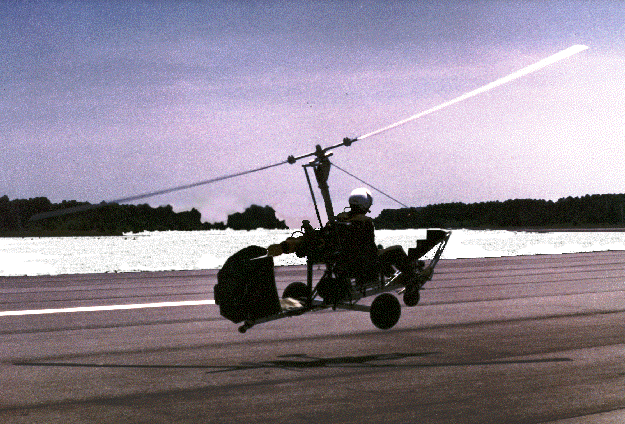
Michelson volando experimental-valorado gyrocopter N8489B en el Richard B. Russell Aeropuerto en Roma, Georgia.

Mientras trabajaba con un radar de penetración terrestre para la detección de fugas de gas urbanas, vacíos en las carreteras y minas terrestres enterradas en el Instituto de Investigación de Tecnología de Georgia, Michelson se interesó en el uso de aplicaciones de alta tecnología para la arqueología. Desde entonces 1995 ha organizado a medias unas excursiones de docena a la zona militar a lo largo del turco-frontera iraní, a menudo con escolta militar turca, para investigar antiguo ekistical artefactos del orientales Anatolia región y ha creado un 501 (c3) empresa sin ánimo de lucro para aplicar varias tecnologías no tradicionales al campo de arqueología.
Michelson completó entrenar en general contrayendo/edificio de casa en 1986 y construyó su casa propia. Más tarde sea overseer para la construcción de un Woodstock edificio de iglesia de Georgia mientras continuando su carrera en el Instituto de Investigación de Georgia Tech En 2013, completó una casa de su propio diseño en las montañas del norte de Georgia que estaba libre de madera, que consistía enteramente en miembros estructurales de acero con cimientos de concreto y exterior de concreto.
Michelson era un Boy Scout y ha mantenido su interés en los principios de la exploración a lo largo de los años. De joven alcanzó el rango de Estrella en la Tropa 981 ubicada en Alexandria Virginia, y fue admitido en la Orden de la Flecha. Se convirtió en Hermandad miembro de la  de Amangamek Wipit Lodge 470, una de las logias más grandes de la nación, y participó en actividades como la Reserva Scout Philmont (1967). Influenciados por su padre, los dos hijos de Michelson son Eagle Scouts con premios de palma de oro y plata. Michelson fue asesor adulto de Boy Scouts of America (BSA) Troop / Crew 8880 hasta su transición de BSA a convertirse en una unidad de Trail Life USA donde Michelson permanece en calidad de asesor.
Michelson se ha interesado por los idiomas y la sintaxis tanto para ordenadores como para la comunicación oral. Se le enseñó formalmente Fortran en la escuela de pregrado y aprendió BASIC, Forth y varios lenguajes ensambladores por su cuenta en apoyo de sus proyectos basados en computadora. El diseñó la unidad de procesamiento de destino para el Simulador de Operación de Radar y Medio Ambiente (EROS) del Ejército, donde era necesario diseñar el hardware y el lenguaje de codificación para un procesador de 10 MHz (tiempo de ciclo de 100 ns) antes de que tales cosas estuvieran disponibles en forma de microprocesador. En cuanto a los idiomas hablados, domina el inglés y domina tanto el español como el turco.

## Presencia en literatura y medios de comunicación populares

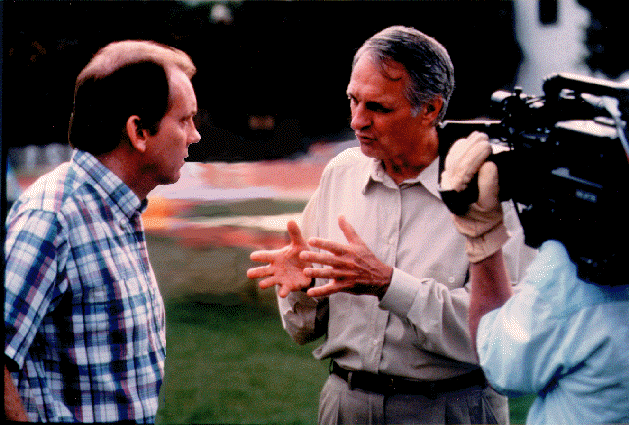
Robert Michelson siendo entrevistado por Alan Alda en la 1995 Robótica Aérea Internacional Competición durante la filmación de Fronteras Americanas Científicas.

Michelson ha sido ampliamente entrevistado y citado en impresión (p. ej., Business Week, Popular Mechanics, Scientific American, Crónica de Educación más Alta), radio (p. ej., NPR, Radio de Fuerzas Armadas, Asociación Estadounidense para el Avance de la Ciencia Radiofónica Syndicate), y en televisivo (p. ej., Scientific American Frontiers, Discovery Channel, CNN, BBC, y varios ABC/CBS/FOX/NBC afilia).  En todo el mundo interés en robóticas, y especialmente los robots de guerra, engendró una serie de programación de robótica televisada sobre Michelson trabajo. Una biografía técnica de Robert Michelson es el tema de episodio 1008 del programa televisivo Más allá Invención, el cual crónicas un número de su investigación proyecta incluir UAV investigación, la International Aerial Robotics Competition, el entomopter-basó Marte surveyor, y su trabajo con propagación de coral automatizado. Michelson está presentado en varios programas televisivos centraron específicamente en la International Aerial Robotics Competition, incluido un programa de Discovery Science Channel de una hora titulado "Airbots".  Michelson ha sido a menudo citado en programación noticiosa respecto a la International Aerial Robotics Competition y las aplicaciones de la tecnología subyacente a militar y esferas de civil. Cuando el uso de robótico drone la aeronave aumentada durante las Guerras de Golfo, el interés público en el tema era peaked y Michelson empezó para ser presentado en serie y specials como el NOVA el episodio "Espia que Mosca" y la BBC especial Siete Maneras a Topple Saddam. Debido a la notoriedad de su investigación robótica aérea, Michelson incluso devenía la base para el fictional carácter Michael C. Robertson En el novel Drone Games (2014) por Joel Narlock. En este trabajo, Michael C. Robertson es el creador del entomopter en el Instituto de Investigación de Tecnología de Georgia. El nombre de este carácter ficticio es una anagrama de Robert C. Michelson, el inventor real del entomopter en el Instituto de Investigación de Georgia Tech. Michelson entomopter es también presentado en otro de Joel Narlock novelas, Target Acquired (2003).

## Publicaciones
- “Test and Evaluation for Fully Autonomous Micro Air Vehicles,” The ITEA Journal, December 2008, Volume 29, Number 4, ISSN 1054-0229 International Test and Evaluation Association, pp. 367–374 (winner of the 2009 International Test and Evaluation Association Publication Award[83])
- “Very small flying machines,” 2006 Yearbook of Science & Technology, McGraw-Hill, New York, ISBN 0-07-146205-8, 2006, pp. 341–344
- “Novel Approaches to Miniature Flight Platforms,” Proceedings of the Institute of Mechanical Engineers, Vol. 218 Part G: Journal of Aerospace Engineering, Special Issue Paper 2004, pp.  363–373
- “Beyond Biologically Inspired Insect Flight,” von Karman Institute for Fluid Dynamics RTO/AVT Lecture Series on Low Reynolds Number Aerodynamics on Aircraft Including Applications in Emerging UAV Technology, Brussels Belgium, 24–28 November 2003
- “The Entomopter,” Neurotechnology for Biomimetic Robots, ISBN 0-262-01193-X, The MIT Press, September 2002, pp. 481–509
- “Autonomous Vehicles,” Proceedings of the IEEE, Vol. 84, No. 8, August 1996, pp. 1147-1164 *“Feasibility of Applying Radio-Acoustic Techniques to Non-Line-Sight Sensing,” AIAA Journal of Aircraft, Vol. 33, No. 2, March – April 1996, pp. 260-267
- “Tracking of the Florida Manatee,” ISA Transactions, Vol. 21, No. 1, 1982, pp. 79-85

## Inventos patentados por Robert C. Michelson
- Robert C. Michelson (04/07/2000), 
"Entomopter and Method for Using Same"
United States Patent 6082671 .
- Yi Ding, Robert C. Michelson, Charles Stancil (25/07/2000), 
"Battery State of Charge Detector with Rapid Charging Capability and Method"
United States Patent 6094033
- Robert C. Michelson (10/09/2002), 
"Reciprocating Chemical Muscle (RCM) and Method for Using Same" 
 United States Patent 6446909